# Inna kobieta (film 1988)
Inna kobieta (ang. Another Woman) – amerykański film fabularny z 1988 roku w reżyserii Woody’ego Allena. Film realizowano w Alpine, Demarset, w stanie New Jersey oraz Nowym Jorku.

## Fabuła
Pewna pani profesor wynajmuje pokój, aby w spokoju pracować nad nową książką. Jednak dziwne dźwięki z sąsiedniego pokoju przeszkadzają jej w pracy. Zaczyna wsłuchiwać się w głosy zza ściany, przypadkowo podsłuchując zwierzenia młodej dziewczyny – pacjentki psychoanalityka, który ma gabinet tuż obok. Opowieść dziewczyny wywołuje u poważnej intelektualistki refleksję nad własnym życiem. Na nowo ocenia zdarzenia z przeszłości, dostrzegając, że swoje sukcesy, autorytet i pozycję osiągnęła okazując obojętność wobec najbliższych.

## Obsada
Źródło:
- Gena Rowlands – Marion Post
- Mia Farrow – Hope
- Ian Holm – dr Ken Post
- Gene Hackman – Larry Lewis
- Blythe Danner – Lydia
- Betty Buckley – Kathy
- Martha Plimpton – Laura
- John Houseman – ojciec Marion